# Districte de Gjirokastër
Gjirokastër és un dels 36 districtes que formen Albània. La seva capital és Gjirokastra (en albanès Gjirokastër).
Està situat al sud del país i té una població de 56.000 habitants (dades de 2004) i una extensió de 1.137 km². Inclou un nombre important de ciutadans procedents de Grècia, degut a la seva proximitat.
Juntament amb els districtes de Permët i Tepelenë forma el comtat de Gjirokastër.